# منتخب البرازيل للكرة اللينة للسيدات
منتخب البرازيل للكرة اللينة للسيدات هو ممثل البرازيل الرسمي في المنافسات الدولية في كرة لينة للسيدات
.